# فضل الرحمن
فضل الرحمن (1919-1988) مفكر إسلامي باكستاني كبير، ترك بعد وفاته تراثا لا يزال متداولا بالبحث والتحليل في أغلب الجامعات الغربية والمنتديات الثقافية العالمية.

## مولده ونشأته
ولد فضل الرحمن في 21 سبتمبر سنة 1919م في مقاطعة حزرة في باكستان. أبوه مولانا شهاب الدين كان عالما من علماء ديوبند في الهند.

## تكوينه العلمي
أخذ فضل الرحمن على يد والده تكوينه الأول خصوصا في تفسير القرآن والحديث وعلم الكلام والفلسفة. ثم التحق فضل الرحمن وهو حديث السن بجامعة البنجاب حيث تحصل فيها على شهادة (maîtrise) أي ما يعادل البكالوريوس في اللغة العربية. سافر بعد ذلك إلى إنجلترا للالتحاق بجامعة أكسفورد وهنالك ناقش رسالته المتعلقة بالفلسفة عند ابن سينا.
رغم اهتمام فضل الرحمن الشديد بالفلسفة كان كثير الانغماس في العلوم الإسلامية التقليدية بما في ذلك التاريخ وعلم الأخلاق.

## نشاطه ومناصبه
ما إن تخرج حتى شرع في تدريس الفلسفة الإسلامية في جامعة درهام بإنجلترا من سنة 1950م إلى سنة 1958م. ثم تقلد منصب أستاذ مشارك في معهد الدراسات الإسلامية بجامعة ماكجيل (McGill) بكندا.
وفي عام 1961 دعاه رئيس باكستان الجنرال محمد أيوب خان ليشرف على معهد إسلامي للبحوث في إسلام أباد، ومن صلاحيات هذا المعهد إيجاد توجّه جديد في كيفية التعليم والبحث الإسلاميين. لكن التعليمات والتوجيهات التي ٌقدمها  فضل الرحمن والتي صادفت صدور كتابه "الإسلام"، أثارت غضب الأوساط المحافظة التي ردت علية بشدة، مما اضطره إلى مغادرة باكستان في عام 1968م، مهاجرا إلى الولايات المتحدة الأمريكية.
عُيّن إثر حلوله الولايات المتحدة الأمريكية أستاذا محاضرا في جامعة شيكاغو، فكرس نفسه للبحث والكتابة إلى أن توفي.

## وفاته
توفي فضل الرحمن في 26 يوليو سنة 1988م، وقد عاش طيلة حياته عيشة بسيطة زاهدة، مما دفع زملاء له لاشتراء مكتبته بمبلغ يفوق أضعاف ما تستحق بغية جعل أرملته في منأى عن الحاجة.

## مؤلفاته
- الإسلام (ISBN 0-226-70281-2،Islam,Second edition, Chicago : University of Chicago Press, 1979)
- الإسلام والحداثة Islam and Modernity: Transformation of an Intellectual Tradition University of Chicago Press, 1982. ISBN 0-226-70284-7
- أكبر مواضيع القرآنMajor Themes of the Qur'an, University of Chicago Press, 2009, ISBN 978-0-226-70286-5
- الإحياء والتجديد في الإسلام Revival and Reform in Islam ed. Ebrahim Moosa, Oneworld Publications, 1999. ISBN 1-85168-204-X
- المنهاجية الإسلامية في التاريخ Islamic Methodology in History, Central Institute of Islamic Research, 1965

### مؤلفاته المترجمة إلى العربية
- فضل الرحمن مالك (2017). الاحياء والإصلاح في الإسلام: دراسة في الأصولية الإسلامية. ترجمة مروان الرشيد، الطبعة الأولى، بيروت: جداول. 9786144183298 ISBN
- فضل الرحمن مالك (2013). المسائل الكبرى في القرآن الكريم ترجمة محمد أعفيف. بيروت: دار جداول للنشر والتوزيع.

## وصلات خارجية
- بالإنجليزية Riba and Interest, Islamic Studies (Karachi) 3(1), Mar. 1964:1-43
- بالإنجليزية Shariah, Chapter from Islam [Anchor Book, 1968], pp. 117–137
- بالفرنسية  نسخة محفوظة 15 أكتوبر 2007 على موقع واي باك مشين.
- بالفرنسية